# Marco St. John
Marco St. John (* 7. Mai 1939 in New Orleans, Louisiana, USA; als Mark S. Figueroa) ist ein US-amerikanischer Schauspieler.

## Leben
Marco St. John besuchte in den 1950er Jahren die Fordham University in New York im Stadtteil Bronx. Auf dieser graduierte er 1960. „Fig“, wie er genannt wird, betätigte sich im Studentenalter als satirischer Comiczeichner und steuerte mit Bill Takacs Bilder zum humoristischen Studentenmagazin „The Thorn (of Rose Hill)“ bei. Nach seinem Abschluss engagierte sich St. John als Schauspieler, wobei er nicht nur in Kinofilmen, sondern auch in Fernsehfilmen und Serien, wie Bonanza auftrat. Sein Schaffen umfasst rund 100 Film- und Fernsehproduktionen.

## Filmografie (Auswahl)
- 1965: The Plastic Dome of Norma Jean
- 1970: Cleopatra
- 1972: The Happiness Cage
- 1976: Öl
- 1977: Contract on Cherry Street
- 1980: Countdown in Manhattan (Night of the Juggler)
- 1982: Katzenmenschen (Cat People)
- 1983: Dixie: Changing Habits (TV)
- 1984: Der Wolf hetzt die Meute (Tightrope)
- 1984: Hot Pursuit (TV)
- 1985: Freitag der 13. – Ein neuer Anfang (Friday the 13th: A New Beginning)
- 1989: Die Killer-Brigade (The Package)
- 1990: Blue Bayou (TV)
- 1990: Im Vorhof der Hölle (State of Grace)
- 1991: This Gun for Hire (TV)
- 1991: Thelma & Louise
- 1993: Harte Ziele (Hard Target)
- 1994: The Dangerous
- 1998: Truth About Juliet
- 2000: Sacrifice
- 2001: The Waking
- 2002: The Badge
- 2003: Tough Luck
- 2003: Monster
- 2004: The Punisher
- 2004: Frankenfish (TV)
- 2004: The Madam’s Family: The Truth About the Canal Street Brothel (TV)
- 2005: At Last
- 2006: Things That Hang from Trees
- 2007: Flakes
- 2008: My Mom’s New Boyfriend
- 2008: Major Movie Star (Private Valentine: Blonde & Dangerous)
- 2008: New Orleans, Mon Amour
- 2010: Dylan Dog
- 2015: Parallels – Reise in neue Welten (Parallels)
- 2017: Novitiate